# Thierry Baudet
Thierry Henri Philippe Baudet (Heemstede, 28 de enero de 1983) es un político, jurista, historiador y publicista neerlandés, fundador y líder el partido político Foro para la Democracia (FVD). Es considerado en los últimos años líder de la extrema derecha neerlandesa.

## Biografía
Thierry Baudet nació en Heemstede. Tras completar los estudios secundarios en Haarlem, estudió Derecho en la Universidad de Ámsterdam.
En 2012, defendió en la Universidad de Leiden su tesis en la que abogó por el regreso al Estado-nación, oponiendo el concepto de identidad nacional a los de supranacionalidad y multiculturalismo.

## Trayectoria política y polémica
Baudet hizo campaña por el ‘No’ durante el referéndum en los Países Bajos sobre el Acuerdo de Asociación entre Ucrania y la Unión Europea, celebrado en 2016.
Se autodefine como «el intelectual más importante de su generación en los Países Bajos» en artículos escritos por él mismo. Comenzó su primer discurso parlamentario en latín. En las elecciones generales holandesas de marzo de 2017 obtuvo dos escaños en la Cámara de Representantes (Tweede Kamer).
En noviembre de 2020, tras las revelaciones del periódico Het Parool sobre las declaraciones neonazis y antisemitas de los líderes del movimiento juvenil del Foro para la Democracia, algunos de ellos muy cercanos a él, Thierry Baudet dimitió de su cargo en el partido. 
En 2021, calificó de «ilegítimos» los juicios de Núremberg contra los dirigentes del Tercer Reich. En diciembre de ese año, fue ordenado por un tribunal a eliminar menajes de sus cuentas en redes sociales, en los que había comparado las restricciones dictadas por la pandemia de COVID-19 al holocausto, so pena de pagar una multa de diaria de 25 000 €.
El 20 de noviembre de 2023, a 24 horas de las elecciones generales en Países Bajos, sufre un intento de asesinato. [cita requerida]

## Pensamiento político
Desde 2020, periodistas, analistas políticos y antiguos conocidos políticos de Baudet han descrito que su ideología ha virado del conservadurismo y el nacionalismo neerlandés a las teorías de la conspiración, el radicalismo y, en algunos casos, a planteamientos neofascistas y antisemitas.